# Таязура тапайоська
Таязу́ра тапайоська (Neomorphus squamiger) — вид зозулеподібних птахів родини зозулевих (Cuculidae). Ендемік Бразилії. Тапайоська таязура раніше вважалася підвидом рудогузої таязури, однак була визнана окремим видом.

## Опис
Довжина птаха становить 43 см. Виду не притаманний статевий диморфізм. Голова коричнева, на тімені помітний зеленувато-коричневий чуб. Верхня частина тіла і крила коричневі або оливково-коричневі з фіолетовим відблиском. Хвіст чорний з фіолетовим або зеленуватим відблиском. Нижня частина тіла сірувато-коричнева, живіт коричневий, боки тьмяно-руді. Чорна смуга на грудях слабо виражена або відсутня. Райдужки жовті, червоні або карі, навколо очей плями голої сизої шкіри. Дзьоб вигнутий, тьмяно-жовтувато-зелений, біля основи сірий.

## Поширення і екологія
Тапайоські таязури мешкають в Бразильській Амазонії, на південь від Амазонки, між річками Мадейра і Шінгу. Вони живуть у вологих рівнинних тропічних лісах. Ведуть переважно наземний спосіб життя. Живляться комахами, павуками, багатоніжками, скорпіонами та іншими членистоногими, яких шукають на землі, а також дрібними земноводними, ящірками і птахами, іноді також плодами. Тапайоські таязури слідкують за кочовими мурахами, пекарі, саймірі або капуцинами і ловлять сполоханих комах. Не практикують гніздовий паразитизм.